# Центральный (Суворовский район)
Центральный — посёлок в Суворовском районе Тульской области России. 
В рамках административно-территориального устройства входит в Балевскую сельскую территорию Суворовского района, в рамках организации местного самоуправления входит в Северо-Западное сельское поселение.

## География
Расположен в 73 км к западу от центра города Тулы и в 4 км к северу от центра города Суворов на противоположном от него северном берегу Черепетского водохранилища.
На западе примыкает к посёлку Агеево.

## Население
| 2010 | 2021  |
| ---- | ----- |
| 4434 | ↘3813 |